# Siobhan Fallon
Siobhan Fallon (Syracuse (New York), 13 mei 1961) is een Amerikaanse actrice.

## Biografie
Fallon heeft gestudeerd aan de Le Moyne College in haar geboorteplaats Syracuse (New York). Fallon is getrouwd en heeft uit dit huwelijk drie kinderen, en woont met haar gezin in Monmouth County.

## Filmografie

### Films
Selectie:
- 2018 The House That Jack Built - als vrouw 2
- 2018 Private Life - als Beth
- 2017 Going in Style - als Mitzi
- 2011 We Need to Talk About Kevin – als Wanda
- 2010 The Bounty Hunter – als Teresa
- 2008 Baby Mama – als lerares
- 2007 Funny Games U.S. – als Betsy
- 2006 Charlotte's Web – als mrs. Zuckerman
- 2005 Fever Pitch – als Lana
- 2003 Dogville – als Martha
- 2003 Daddy Day Care – als Peggy
- 2001 What's the Worst That Could Happen? – als Edwina
- 2000 Dancer in the Dark – als Brenda
- 2000 Boiler Room – als Michelle
- 1998 The Negotiator – als Maggie
- 1997 Men in Black – als Beatrice
- 1997 Fools Rush In – als Lanie
- 1996 Striptease – als Rita Grant
- 1994 Only You – als Leslie
- 1994 Forrest Gump – als buschauffeuse
- 1994 Greedy – als Tina

### Televisieseries
Uitgezonderd eenmalige gastrollen.
- 2020 Love Life - als therapeute - 2 afl.
- 2016 Scorpion - als Joyce Linehan - 3 afl.
- 2015 - 2016 Wayward Pines - als Arlene Moran - 16 afl.
- 2012 Fred: The Show – als moeder van Fred – 13 afl.
- 2004 Rescue Me – als Phyllis – 3 afl.
- 1991 – 1994 Seinfeld – als Tina – 3 afl.
- 1991 – 1992 Saturday Night Live – als diverse karakters - 20 afl.

- Bibsys: 1542227328338
- Gemeinsame Normdatei: 1061612260
- International Standard Name Identifier: 0000 0004 0671 8523
- Library of Congress Control Number: no2004026798
- MusicBrainz: 12c3d179-d09d-4ff1-8057-705d6d250508
- Nationale Bibliotheek van Israël: 987007333300105171
- Virtual International Authority File: 53856302
- WorldCat: E39PCjtTDgrgywG9pkkdfqCWQm